# Synapsis kiuchii
Synapsis kiuchii là một loài bọ cánh cứng trong họ Bọ hung (Scarabaeidae).